# Padogobius bonelli
Padogobius bonelli – gatunek słodkowodnej ryby z rodziny babkowatych (Gobiidae).

## Występowanie
Naturalnie występuje w południowej Szwajcarii, w północnych Włoszech, południowej Słowenii i w zlewni chorwackich rzek Zrmanja i Krka. Żyje w małych ciekach o bystrym nurcie, tuż przy żwirowym lub kamienistym dnie, na wysokości do 400 m n.p.m. Na południe od Alp spotykany także w większych jeziorach. Poza naturalnym zasięgiem występowania uważany jest za gatunek inwazyjny. Został introdukowany do Tybru, Mignone i wielu mniejszych rzek w środkowych Włoszech, gdzie przyczynia się do spadku populacji babki włoskiej (Padogobius nigricans).

## Zachowanie
P. bonelli jest bardziej agresywny w zachowaniu niż babka włoska. Między gatunkami dochodzi do rywalizacji o miejsca pod budowę gniazda, a także o pokarm. W odniesieniu do P. nigricans gatunek cechuje wyższa płodność, dłuższy okres tarła, większa tolerancja na czynniki abiotyczne, a także bardziej ubogacona dieta.
Dojrzewa płciowo po pierwszym roku życia. Tarło zaczyna się, gdy temperatura wody osiągnie około 20 °C, zazwyczaj od kwietnia do lipca. W okresie tym wykazuje terytorializm. Samice składają kleiste jaja w norkach między kamieniami, muszlami lub w gęstej roślinności. Po złożeniu jaj mogą przystąpić do tarła ponownie. Samce z kolei opiekują się ikrą do momentu wylęgu. W okresie godowym i podczas ochrony gniazda zdolne są do wydawania dźwięków.

## Morfologia
Babka ta osiąga długość do 8,6 cm (samice 7,5 cm). Cechuje się brakiem kanałów linii nabocznej głowowej. Ma dwie płetwy grzbietowe, z czego druga z jednym promieniem twardym i 9–11, zazwyczaj 10, miękkimi. Kręgosłup tworzy 28–29 kręgów.

## Zagrożenia i ochrona
IUCN uznaje P. bonelli za gatunek najmniejszej troski (LC) od 2006. Wcześniej, od 1996, zaliczany był do kategorii gatunków bliskich zagrożenia. Tam, gdzie występuje, jest dość powszechny. Trend populacji ogólnie stabilny, jedynie lokalnie malejący. Jako główne zagrożenia wymienia się intensywny pobór wody z rzek i jezior, w których występuje, i ich nadmierne zanieczyszczenie. Gatunek wymieniony w załączniku III do konwencji berneńskiej.